# Stazione di Marone-Zone
La stazione di Marone-Zone è una stazione ferroviaria della linea Brescia-Iseo-Edolo a servizio di Marone e del limitrofo comune di Zone.

## Storia
La stazione di Marone fu aperta al servizio pubblico l'8 luglio 1907 assieme al tronco ferroviario Iseo-Pisogne.
Per i primi giorni fu servita dalla relazione Iseo-Pisogne, gestita dalla Società Nazionale Ferrovie e Tramvie (SNFT) che aveva costruito la linea ferroviaria. Dal 13 agosto 1907 fu servita dalla relazione Brescia-Pisogne gestita dalle Ferrovie dello Stato (FS) per conto della SNFT fino al 1º novembre dello stesso anno, quando la società romana iniziò l'esercizio diretto del servizio ferroviario. Il capolinea settentrionale della linea fu poi esteso a Breno alla fine dell'anno e, infine, a Edolo, nel 1909.
Nel 1946, a seguito della richiesta del municipio di Zone, l'impianto cambiò nome con l'attuale denominazione.

## Strutture e impianti
La stazione dispone di un fabbricato viaggiatori, costruito sullo stile delle stazioni secondarie della Società Nazionale Ferrovie e Tramvie (SNFT).
Il piazzale binari è attraversato da via Giulio Guerini, che collega il fabbricato viaggiatori al municipio. È composto dal binario di corsa e da uno di raddoppio, lungo 254 m. Le banchine che garantiscono l'accesso all'utenza sono lunghe entrambe 78 m.
A sud del passaggio a livello di via Guerini si trovano i resti dello scalo merci, privo di binari e non operativo: era composto da un piano caricatore con magazzino.

## Movimento

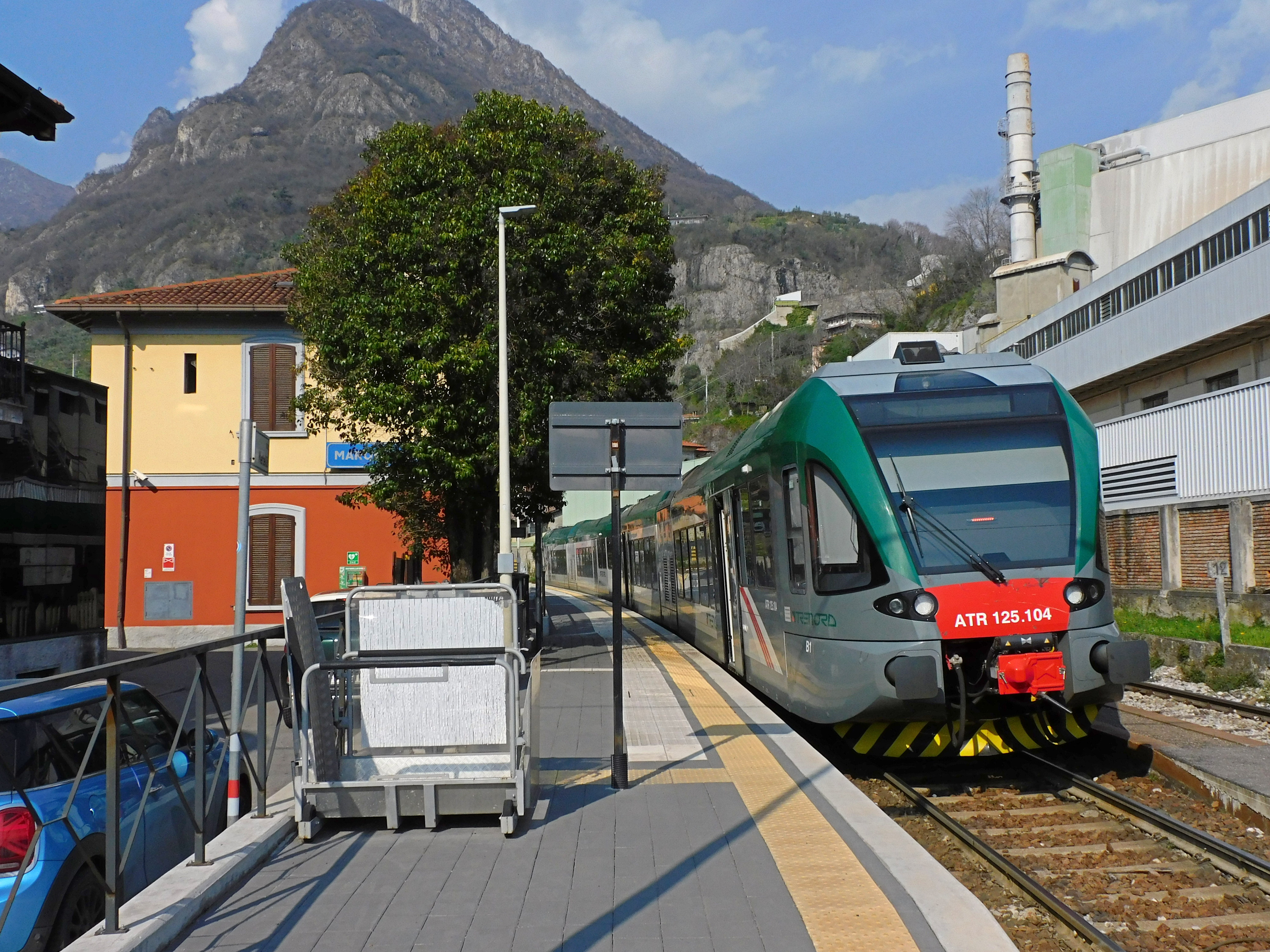
Un ATR 125 in sosta a Marone-Zone nel 2024

La stazione è servita dai treni RegioExpress (RE) Brescia-Edolo e dai treni regionali (R) Brescia-Breno/Edolo. Entrambe le relazioni sono gestite da Trenord, nell'ambito del contratto di servizio stipulato con la Regione Lombardia.

## Servizi
- Sala d'attesa
- Biglietteria automatica